# 瑞華士
瑞华士（ReVox），是1948年瑞士企业家威利·斯圖特为生产盘式磁带录音机所成立的公司。今天的瑞华士公司主要生产家用音响系统。

## 历史
公司创始人威利·斯圖特于1949年开始改进美国进口的磁带录音机。这个过程中，他产生了自己研制生产盘式磁带录音机的想法。1950年斯圖特开发出了自己的第一台磁带录音机並推向市场，产品命名「Dynavox」。在为消费电子市场研发产品的同时，斯圖特也为演播室、电视广播机构开发专业产品。
公司首先选址在苏黎世市区，但很快就搬到自己在苏黎世郊区雷根斯多夫的生产基地。一开始公司的重心在研发和生产盘式磁带录音机。

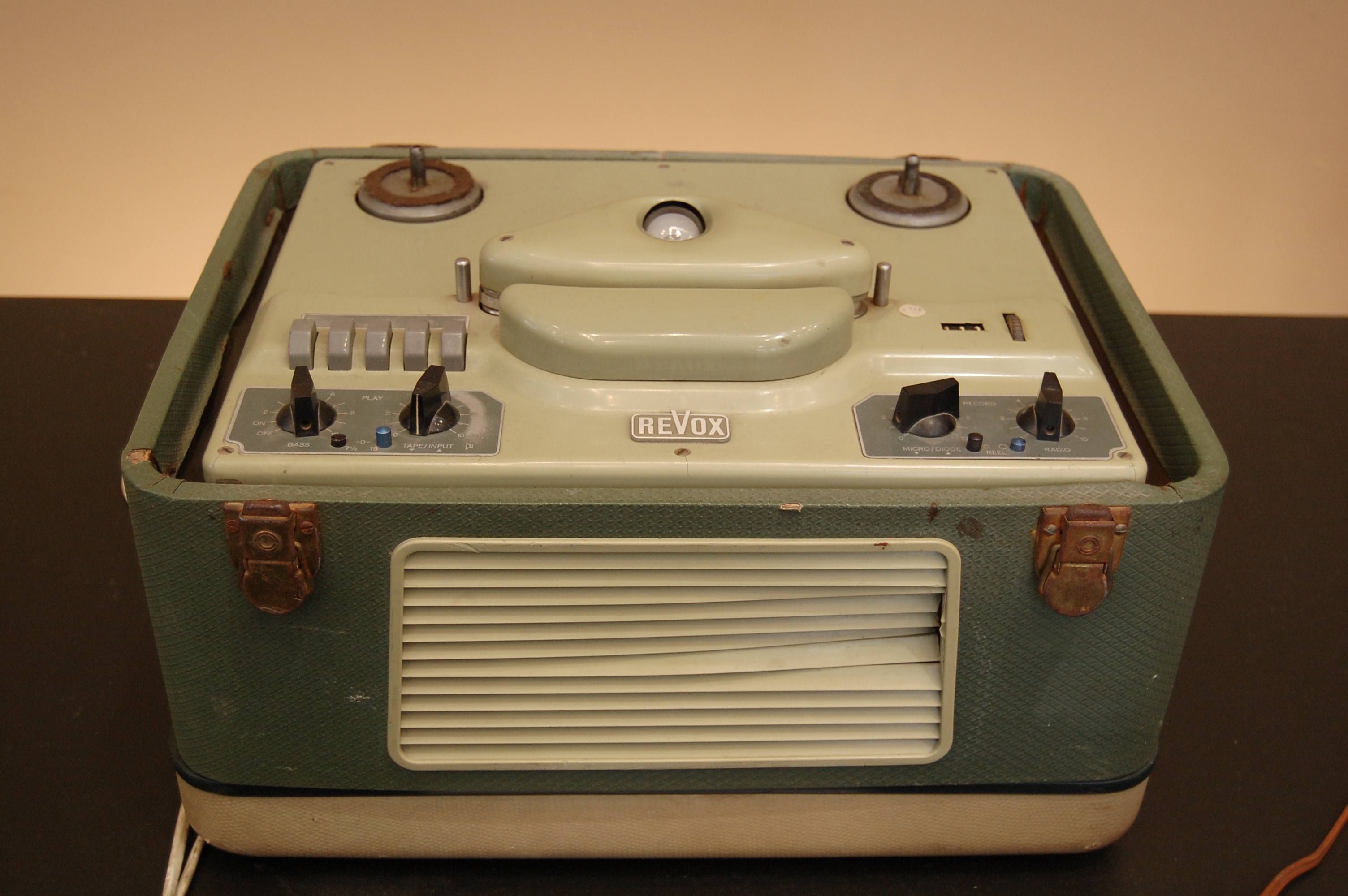
Revox D-36

36系列的盘式磁带录音机只有3个马达，在当时同类机器中拥有最少的机械部件。每个转盘下一个马达，加上输带轴马达，之后的产品都沿用这个基本构造。除了盘式磁带录音机，后来瑞华士还生产功率放大器和调频收音机。1966年斯圖特扩大公司，在德国黑森林的勒芬根成立了Willi Studer GmbH。位于勒芬根的基地工厂先生产盘式磁带录音机，后来也生产功率放大器。调频收音机依然放在瑞士雷根斯多夫的工厂生产。1967年黑森林工厂在生产了80,000个盘式磁带录音机才结束了36系列产品的生产。

Revox A77 MK IV (1978)

从A系列开始，公司也进入晶体管时代。斯圖特的公司理念是追求最高的精准度。所以他自己尽所可能生产所有能自己生产的零部件，1968年因此在黑森林武塔赫开了第一个生产马达的分厂。
1972年在黑森林邦多夫开了另一个分厂，生产电路板和元器件。同时武塔赫的马达生产搬到邦多夫。武塔赫部门开始专心从事音箱的研发和生产。最后一次的公司扩张在1973年，在黑森林巴特塞京根成立的分厂，专门从事元器件的塑性加工和电镀。
1989年，斯圖特从当时规模为1,576个员工和年产值2.15亿瑞士法郎的公司退休。之后公司被Moto-Columbus AG收购。1991年公司被分拆成Studer、瑞华士和生产元器件的公司。
到1993年大约1,000个岗位被精简。1994分拆后的Studer部分被卖给哈曼国际工业，之后几年德国所有工厂均被关闭。
1996年3月1日，威利·斯圖特于83岁去世。1998年，黑森林勒芬根的生产线搬迁到黑森林的菲林根-施文宁根。今天的瑞华士主要属于瑞士的机构和私人的投资者。2000年之后的重点在多房间系统和智能控制的音响系统。

## 产品历史

### 威利·斯圖特时期
1949年从Dynavox开始，1951年Revox T26作为带收音机的盘式磁带录音机被研发出来。1955年出现的Revox A36是市面上第一台3马达的盘式磁带录音机：一个马达用传输磁带，两个独立的马达安装在磁带转盘下。这款盘式磁带录音机之后技术不断改进。1954年拥有了分开的录音和回放的放大器，支持跟录音同时进行的真正的回放控制。1960年D36面市，第一次支持立体声半轨或者四分之一轨的录音。之后又推出1961年E36，1962年F36和1963年G36。1967年卖出80,000台盘式磁带录音机后，公司开始从电子管转向晶体管时代。 
1967年开始生产A77。“A77”后来成为高要求的用户对高品质盘式磁带录音机的代名词。后来的产品还加入了Dolby-B降噪技术。这款模块化的产品沿用了3马达的驱动技术，但输带马达是一个配备了电子调节装置的交流马达，这样磁带的速度完全不受交流电网的干扰。使用德国Vacuumschmelze公司的合金材料Recovac，瑞华士自己生产了长寿命的磁头Revodur，用于A77 MK II之后的产品中。磁头边上的槽加强了磁带和磁头的接触，改进有磨损的磁带的播放质量。磁头的形状设计使得接触面积很大，提高了低音播放的效果。盘式磁带录音机加上调频收音机A76和功率放大器A50（后来是A78）构成一个完整的HiFi单元。
1974年半专业级的盘式磁带录音机A700首先拥有的一个数字电路的驱动控制器和一个使用石英晶体稳定的马达调节装置。这款机器有三种磁带速度，电子的磁带拉力控制和输入混音台。为了这款机器还开发的专用的集成芯片。其他产品有：配备了数码管的合成器-收音机-前端放大，三合一的A720；立体声放大器A722; 大功率功放A/B740。

Revox PR99 Mk II, 大约1985年

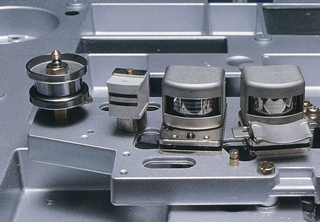
B77 磁头

10年后的IFA 1977展会上，瑞华士在柏林发布下一代磁带机B77。B77基于A77的技术，有了一个数字逻辑控制器、磁带运动传感器，可以从任何操作模式被改变到另一个（例如，直接从播放或录制），并且带一个剪切磁带的装置。系列新增加了合成器和收音机二合一B760，集成放大器B750，拥有直接驱动和切向转臂的唱片机B790。1981年B系列增加了接收器B780和它的前置放大B739。
除了高保真音响系统，包括盘式磁带录音机、收音机、放大器和唱片机，之外瑞华士也产生它自己的扬声器，加上从Beyerdynamic贴牌的耳机和麦克风。1981年面市的B710是4马达驱动无传动皮带的卡式磁带播放器。1983年瑞华士推出了基于B200的自己的、也是世界上第一个多房间音响系统，能给所有房间提供音乐。瑞华士进入数字音频技术较晚，1984年才推出了第一款CD播放器。
20世纪80年代Studer追随音响市场越来越快的节奏，产品周期加快。这反映在改进后的B和C系列上（B250集成放大器，B260 FM收音机，B226 CD播放机，B291 正切唱片机） ，这些机器都有内置的微控制器，采用B-Serie成熟的模拟技术。80年代中期以后，随着数字技术的推广，越来越难和更便宜的设备竞争。越来越便宜的CD播放器，加上高度集成的半导体元器件，使的低成本音频设备在技术参数上越来越接近使用主要使用模拟技术的瑞华士产品。

### 公司卖出后
基于B200系列的第一个多房间概念之上，继续开发出新的多房间系统产品，包括H系列（1987）、Evolution（1990）、Emotion（1991）、Exception（1996）。所有系统中，主房间之外的每个额外的房间只需用一个房间放大器B219、H219或V219。

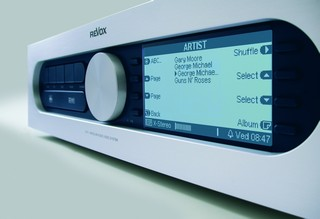
Revox Re:system M51 - Modulares Audio-Video System (2002)

2002年，发布了一个模块化的影音系统M51。这个系统设计了为在四个不同的听音区多达32个房间提供音乐。标配（DVD驱动器和5.1模块）之外可根据顾客的要求添加更多的模块，如收音机、模拟模块（连接唱盘机或盘式磁带录音机）、多媒体模块等。整个系统可由PDA或智能手机控制。放大器功率是5×200瓦。
音频服务器REVOX M57和之后的M37充实了“多房间系统”。 M系列在2006年添加了M10，19“机架设备作为中央单元和音乐源，2010年增加了2×200瓦的放大器M100，带FM收音机和DVD驱动器。M10和M51支持完全相同的模块。M100模块的机械构造不同。对系统的控制，可以通过房间墙上的10键遥控器，红外遥控器，或者是智能手机的APP。
2011年推出专用的音频服务器M37、多媒体服务器M117。这两者的外观设计参照其他产品。铝和玻璃是两个主要的要素。
在2012年，瑞华士推出Joy系列音频网络接收器。S118和S120除了输出功率不同，都支持访问存储介质（NAS，PC和智能电话）的音频流，支持多个音频输入和蓝牙输入，使用专用的无线多功能遥控器，或者智能手机遥控。

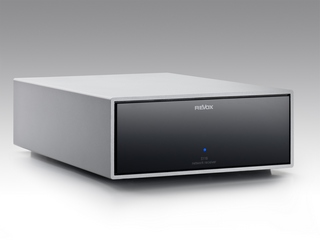
Revox Joy S119
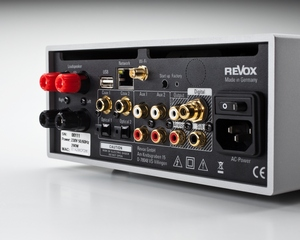
Revox Joy S119/S120 背面
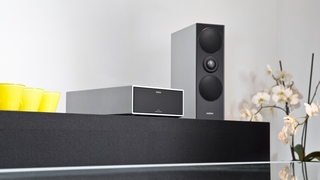
Revox Joy和G Shelf音箱

### 音箱
瑞华士生产音箱超过40年。最早的46系列（1970）是为播放设备A77、A76和A50开发的。其后是AX（1976年）、BX（1977）和BR系列（1980年）。所有的音箱都是在黑森林武塔赫的瑞华士工厂开发制造。
80年代接着开发了许多其他的音箱。最知名有Symbol B（1983）和瑞华士第一个有源音箱Agora B (1986)。随后又有数字有源音箱Scala 4.7（1994）和Scala 3.6（1996）。
当前系列Re:sound G和Re:sound S是传统的音箱，从边长仅为10cm的立方体到3路落地式音箱。加上一个中央音箱和有源重低音音箱是家庭影院的解决方案。
　

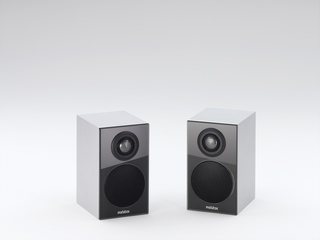
Re:sound G Mini 黑色
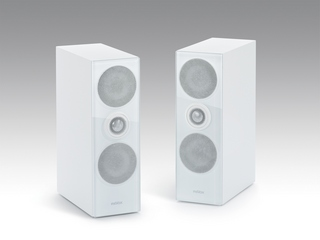
Re:sound G Shelf 白色
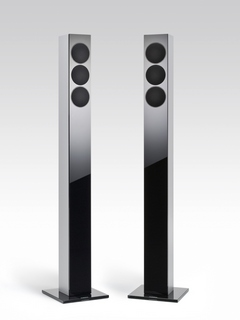
Re:sound G Column 黑色
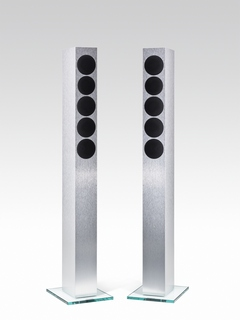
Re:sound S Elegance
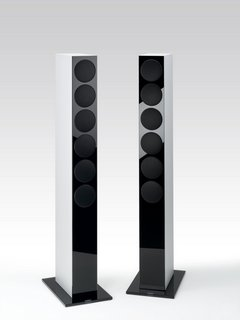
Re:sound G Prestige 黑色

Re:sound L 系列用真皮包制。包括一个2,5路落地式音箱，一个２路书架音箱和一个250瓦有源重低音。　
音箱产品还包括了建筑安装扬声器，包括经典的内置扬声器和不可见的“音板”（Re:sound I）。后者是通过在贴在音板的激励器以弯曲波的原理发声。通过一系列不同放大器模型可对这些不可见音箱进行合理的均衡。

## 流行文化中出现的场合
瑞华士的开盘机多次出现在影视作品中，比如：
- 电影《卓別靈傳》（1992）中，卓別靈和他的传记作家谈话时，使用的是一台瑞华士的开盘机。

- 电影《歌剧红伶》 (1981) 中，使用的是瑞华士B700系列开盘机回放歌剧的现场录音。

- 电影《俄罗斯大厦》(1990)中，出现ReVox机器包括PR99 MK-III，ReVox B77 MK-II和ReVox C270。

- 电影《大门》 (1991)中，Revox G36和其他品牌开盘机出现在背景。

- 电影《凶猛动物》(1997)中，出现了一款ReVox A77 MK-IV，有一段谈论为何要用这么大的机器的剧情。

- 电影《拳王阿里》（2001）中，Cassius Clay被介绍到穆罕默德·阿里的事迹，准备起名穆罕默德·阿里时，背景的桌子上摆着Revox开盘机。

- 电影《何处寻真相》 (2005)中，有处背景中开盘机为A77 MK-III。

- 电影《慕尼黑》(2005)，影片中使用的开盘机为ReVox B77 MK II，虽然电影情节是1972到1974年，B77是1977年才面市。电影中使用的B77 MK II是1981年面市。

- Derren Brown在他的电视秀《Trick of the mind》中，通过谈话让賽門·佩吉相信他想要的生日礼物是一辆BMX自行车，使用了一台瑞华士的B77在房间里放音乐，用开盘机的形象进行自行车的视觉暗示。 视频连接 （页面存档备份，存于）

- 在《Deutschland 83》 (2015的电视剧), 西德的官员使用一台瑞华士的PR99和其他品牌的机器隐蔽的记录NATO的行动。

## 外部連結
- Website Revox AG （页面存档备份，存于）
- Website Studer Professional Audio AG （页面存档备份，存于）